# 佐倉町
佐倉町（さくらまち）は、千葉県印旛郡に存在した町。現在の佐倉市の中心部に位置している。

## 概要
かつては、佐倉城の城下町として栄えた。

## 地理
千葉県の北部中央に位置している。町の北部には印旛沼がある。

## 沿革
- 1889年（明治22年）4月1日 - 町村制施行に伴い、佐倉城下13町（新町、裏新町、最上町、中尾余町、並木町、藤沢町、野狐台町、樹木町、海隣寺町、田町、弥勒町、本町、宮小路町）と将門町、鏑木村、大蛇村、鍋山新田が合併して佐倉町が発足。
- 1937年（昭和12年）2月11日 - 内郷村を編入。
- 1954年（昭和29年）3月31日 - 臼井町、志津村、根郷村、和田村、弥富村と合併して佐倉市となり、消滅。

## 交通

### 鉄道
- 京成電鉄
  - ■■京成本線
    - 京成佐倉駅 - 大佐倉駅

国鉄（現・JR東日本）佐倉駅は南隣の根郷村にあった。